# Borovniščica
Borovniščica je potok, ki izvira v hribovju južno od naselja Cerknica, teče v smeri proti severu skozi sotesko Pekel pri Borovnici, kjer se preliva preko več slapov in skozi vas Borovnica, po kateri je dobil ime. Na  Ljubljanskem barju se kot desni pritok izliva v Ljubljanico.
| levi pritoki  | Malence • Črni graben                                                       |
| desni pritoki | Otavščica • Padižni potok • Prušnica (s pritokom Šumnik) • Izber • Voščevka |